# Zoltán Béla (bíró)
Csepei Zoltán Béla (Pest, 1865. január 31. – Budapest, 1929. október 30.) magyar jogász, bíró, igazságügyminiszter.

## Élete
Zoltán Béla és Huszár Etelka fiaként született. Jogi tanulmányait szülővárosában végezte, majd bírói pályára lépett.
1888 és 1900 között a budapesti kereskedelmi törvényszék bírája, majd 1900-ban az egyiptomi nemzetközi vegyes bizottság tagja lett. 1902-ben császári és királyi kamarási címet kapott. 1904 és 1908 között az alexandriai elsőfokú vegyes törvényszék alelnöke, majd 1912-ig elnöke. 1912-től az első világháború kezdetéig az alexandriai vegyes fellebbviteli törvényszék bírája. 14 éven keresztül Egyiptomban élt. 1914-től haláláig kúriai bíró.
Az 1918-19-es forradalmak idején visszavonultan élt, majd 1919. szeptember 22-én a Friedrich-kormány igazságügy-miniszterévé nevezték ki Baloghy György leköszönése után. Megbízatása 1919. november 24-én, a Huszár-kormány megalakulásakor szűnt meg, utódja Bárczy István, volt budapesti főpolgármester lett. Pest-Pilis-Solt-Kiskun vármegye törvényhatósági bizottságának tagja, 1921-től pedig részt vett a nemzetközi vegyes döntőbizottságok munkájában. 1927-ben Pest-Pilis-Solt-Kiskun vármegye küldöttjeként az újjáalakult Felsőház tagja lett.
1929. október 30-án halt meg Budapesten, sírja a Fiumei úti sírkertben található.